# Анталь Дунаї
Анталь Дунаї (угор. Dunai Antal, нар. 21 березня 1943, Гара) — угорський футболіст, що грав на позиції нападника. По завершенні ігрової кар'єри — футбольний тренер.
Один з найкращих угорських форвардів 60-70-х років. У національному чемпіонаті провів 327 матчів, забив 203 голи, здебільшого виступаючи за «Уйпешт». Володар «Срібної» і «Бронзової» бутс від «France Football», семиразовий чемпіон країни, чотириразовий володар Кубка Угорщини, тричі найкращий бомбардир Угорщини, а також найкращий бомбардир Кубку Ярмарків та кубку європейських чемпіонів. У складі збірної — чемпіон Олімпійських ігор 1964 та 1968 року, віце-чемпіон Олімпійських ігор 1972 року, півфіналіст чемпіонату Європи 1972 року.
Після завершення ігрової кар'єри працював тренером в Угорщині та Іспанії. Серед інших тренував олімпійську збірну Угорщини. Віце-президент національної федерації футболу.

## Клубна кар'єра
У дорослому футболі дебютував 1961 року виступами за команду клубу «Печ», в якій провів чотири сезони, взявши участь лише у 78 матчах чемпіонату.
Своєю грою за цю команду привернув увагу представників тренерського штабу клубу «Уйпешта», до складу якого приєднався на початку 1965 року. Відіграв за клуб з Будапешта наступні тринадцять сезонів своєї ігрової кар'єри. Перший сезон в новому клубі Дунаї практично не грав (2 голи у 2 матчах), а з другого став невід'ємною частиною атакуючої лінії команди. У 1967 році Дунаї з результатом 36 забитих м'ячів виграє «Срібну бутсу» — приз для найкращих бомбардирів європейських чемпіонатів. Більше забив лише португалець Ейсебіо (42 голи). На наступний рік Дунаї — третій за результативністю гравець Європи та володар «Бронзовою бутси». Найкращі показники того сезону у болгарина Петара Жекова і грека Гіоргіуса Сідеріса. 1969 року Анталь вперше стає чемпіоном та володарем кубка Угорщини. Того ж року на європейській арені «Уйпешт» доходить до фіналу кубка ярмарків, де поступається англійському «Ньюкасл Юнайтеду», проте Дунаї і Ференц Бене стають найкращими бомбардирами турніру. Після цього на внутрішній арені Дунаї ще шість разів поспіль став чемпіоном Угорщини, двічі — володарем кубка країни і в 1970 р. — ще раз найрезультативнішим футболістом чемпіонату Угорщини.
З 1978 року виступав за нижчолігові клуби «Дебрецен» та Chinoin.
Завершив професійну ігрову кар'єру у клубі другого австрійського дивізіону «Зіммерингер», за який він виступав протягом сезону 1980/81 років.

## Виступи за збірну
1960 року у складі юнацької збірної Угорщини до 18 років Дунаї став чемпіоном Європи на турнірі в Австрії.
З 1963 року залучався до матчів олімпійської збірної і зіграв у двох матчах кваліфікації проти Шаеції (4:0, 2:2), а також у 5 товариських іграх (6 голів). На самому олімпійському турнірі у Токіо, де угорці стали олімпійськими чемпіонами, хоч в заявку і потрапив, але на поле жоден раз так і не вийшов. Проте вже на наступних Олімпійських іграх 1968 року у Мехіко Дунаї вже зіграв в усіх шести іграх і забив 6 м'ячів, в тому числі два вирішальні голи у ворота збірної Болгарії в фіналі турніру, які принісли угорцям друге поспіль золото олімпіади. Крім того, Дунаї став другим за результативністю гравцем турніру, поступившись лише Кунісіге Камамото, який забив 7 голів.
25 травня 1969 року Анталь дебютував в офіційних матчах у складі національної збірної Угорщини у кваліфікаційній грі на чемпіонат світу 1970 року проти збірної Чехословаччини (2:0), в якому ж відразу забив свій дебютний гол. У підсумку команда не кваліфікувалась на мундіаль, поступившись місцем все тим же чехословакам. Проте вже за два роки угорці разом з Дунаї вперше в своїй історії кваліфікувались на чемпіонат Європи у Бельгії. На турнірі Анталь зіграв в обох матчах, проте його команда зайняла останнє четверте місце на турнірі.
Того ж року втретє поспіль у складі олімпійської збірної Анталь брав участь у Олімпійських іграх 1972 року, де зіграв з командою у всіх 7 матчах і забив 7 голів. Проте цього разі угорці в фіналі поступились Польщі (1:2), а дубль Казімежа Дейни, який приніс цю вольову перемогу, дозволив йому з 9 голами обійти Дунаї в списку найкращих бомбардирів турніру.
Разом з данським нападником початку 20-го століття Софусом Нільсенем є найрезультитивнішим гравцем в історії футбольних турнірів на Олімпійських іграх — 13 забитих м'ячів.
1973 року, після того як збірна не кваліфікувалась на наступний чемпіонат світу, Анталь завершив свою кар'єру у збірній. Всього протягом кар'єри у національній команді, яка тривала 5 років, провів у формі головної команди країни 31 матч, забивши 9 голів.

## Кар'єра тренера
Розпочав тренерську кар'єру невдовзі по завершенні кар'єри гравця, 1981 року, очоливши тренерський штаб іспанського клубу «Херес».
Надалі очолював ряд іспанських та угорських клубів, проте серйозних здобутків не досяг.
1993 року Дунаї був назначений головним тренером олімпійської збірної Угорщини, яку вивів у фінальний турнір олімпійських ігор 1996 року. Проте на турнірі угорці програли в усіх трьох матчах групи і вилетіли з турніру.
Останнім місцем тренерської роботи був клуб «Дебрецен», команду якого Анталь Дунаї очолював як головний тренер з 1996 до 1997 року.

## Досягнення

### Командні досягнення
- Олімпійський чемпіон: 1964, 1968
- Срібний олімпійський призер: 1972
- 4-е місце на чемпіонаті Європи (1): 1972
- Чемпіон Європи (U-18): 1960
- Фіналіст кубка ярмарків (1): 1969
- Чемпіон Угорщини (7): 1969, 1970 (в), 1971, 1972, 1973, 1974, 1975
- Володар кубка Угорщини (3): 1969, 1970, 1975
- Віце-чемпіон Угорщини (2): 1967, 1968
- Третій призер чемпіонату Угорщини (1): 1976

### Особисті досягнення
- Володар «Срібного бутсу» серед найкращих бомбардирів національних чемпіонатів Європи 1968 року. (36 голів) (за версією журналу «France Football»).
- Володар «Бронзового бутсу» серед найкращих бомбардирів національних чемпіонатів Європи 1969 року. (31 гол) (за версією журналу «France Football»).
- Найкращий бомбардир Кубка європейських чемпіонів (1): 1972 (5 голів)
- Найкращий бомбардир кубка ярмарок (1): 1969 (9 голів)
- Найкращий бомбардир чемпіонату Угорщини (3): 1967 (36 голів), 1968 (31 гол), 1970 (14 голів)